# Fred Newton
Pour les articles homonymes, voir Newton.
Pas d'image ? Cliquez ici

a Compétitions nationales et continentales officielles uniquement.

b Matchs officiels uniquement.
Frederick Newton dit Fatty Newton, né le 7 mai 1881 à Christchurch et mort le 10 décembre 1955 dans la même ville, est un joueur de rugby à XV qui a joué avec l'équipe de Nouvelle-Zélande évoluant au poste de deuxième ligne.  

## Carrière
Licencié au club de Linwood (Christchurch), il a joué avec la province de Canterbury en 1901 et 1904. La dernière année il joue deux matchs avec une équipe mixte Canterbury/West Coast pour un match d'avant saison et contre les Lions britanniques de tournée. 
Il dispute son premier test match avec l'équipe de Nouvelle-Zélande le 2 décembre 1905 contre l'équipe d'Angleterre. Son dernier test match a lieu contre l'équipe de France le 1er janvier 1906. Il participe à la tournée des Originals, équipe représentant la Nouvelle-Zélande en tournée en Grande-Bretagne en 1905, en France et en Amérique du Nord en 1906. Vu ses mensurations, il est le plus lourd de la tournée et gagne le surnom de Fatty Newton. 

## Statistiques en équipe nationale
- 3 sélections avec l'Équipe de Nouvelle-Zélande de rugby à XV
- 1 essai, 3 points
- Sélections par année : 2 en 1905, 1 en 1906
- Nombre total de matchs avec les All Blacks : 19